# Société des Chemins de fer Ottomans économiques de Beyrouth-Damas-Hauran
Die Société des Chemins de fer Ottomans économiques de Beyrouth-Damas-Hauran en Syrie, abgekürzt BDH, war eine Eisenbahngesellschaft im Osmanischen Reich. Sie baute die ersten Bahnstrecken im heutigen Syrien, das damals Teil des Osmanischen Reichs war.

## Gesellschaft
Das 1891 nach osmanischem Recht gegründete Gesellschaft mit Sitz in Beirut und Verwaltung in Paris wurde mit Hilfe der Osmanischen Bank aufgebaut und hauptsächlich mit französischem Kapital finanziert. Verwaltungsratsvorsitzender der Gesellschaft war Baron Robert de Nervo, ein französischer Industrieller, der im Bergbau, in der Stahlindustrie und im Eisenbahnwesen tätig war. Zweck der Gesellschaft war der Bau der Bahnstrecken Beirut–Damaskus und Damaskus–Muzeirib, für die sie Konzessionen besaß. Nachdem sie 1900 auch noch die Konzession für eine Strecke in Richtung Norden erhalten hatte, wurde sie in Société Ottomane du Chemin de fer Damas–Hamah et Prolongements (DHP) umbenannt.

## Strecken
Die Bahnen der Société des Chemins de fer Ottomans économiques de Beyrouth-Damas-Hauran wurden in einer Spurweite von 1050 mm angelegt, eine Spurweite, die nur im Nahen Osten existierte. Für die Hedschasbahn wurde in der Folge die gleiche Spurweite gewählt, wohl im Hinblick auf den angestrebten, aber gescheiterten Kauf der Hauranbahn durch das Osmanische Reich.

### Hauranbahn
Zunächst wurde die, weil in dem ebenen Gelände des Hauran verlaufende und damit technisch ohne Schwierigkeiten zu errichtende Strecke Damaskus–Muzeirib, die Hauranbahn, gebaut und 1894 eröffnet. 
Als das Osmanische Reich die Hedschasbahn projektierte, versuchte es, die Hauranbahn aufzukaufen, was aber an den zu hohen Forderungen der damaligen Inhaberin, der Société Ottomane du Chemin de fer Damas–Hamah et Prolongements (DHP) scheiterte. So wurde die Hedschasbahn parallel verlegt und es gab zwischen Damaskus und Muzeirib schließlich bis zum Ersten Weltkrieg zwei Bahnen, die sich Konkurrenz machten. Obwohl die benachbarte Hedschasbahn die gleiche Spurweite wählte, kam es aufgrund der Konkurrenzsituation beider Bahnen vor dem Ersten Weltkrieg nie zu einer Gleisverbindung.
Zu Beginn des Ersten Weltkriegs wurden alle ausländischen Bahnen im Eigentum von Gesellschaften, die ihren Sitz im nun feindlichen Ausland hatten, beschlagnahmt, darunter auch die Hauranbahn, deren Betrieb der Hedschasbahn übertragen wurde. Die Hauranbahn wurde sofort demontiert, um das Material für den Vortrieb der osmanischen Militärbahn Masʿūdiyya–Sinai, in Richtung des anzugreifenden Suezkanals zweitzuverwenden.

### Libanonbahn
Am 3. August 1895 ging dann auch die Verbindung von Damaskus nach Beirut am Mittelmeer in Betrieb. Die Strecke überquert das Libanongebirge und den Anti-Libanon. Sie ist 143 km lang. Die Überquerung des Gebirges war technisch aufwändig, so gab es Spitzkehren und 33 km Zahnstangen-Abschnitte. Die zu erzielenden Geschwindigkeiten und die anzuhängende Last pro Zug waren eng begrenzt und die Kapazität der Bahn deshalb gering. 
Die Libanonbahn wurde während des libanesischen Bürgerkriegs zwischen 1975 und 1990 auf libanesischer Seite zerstört. Auf syrischer Seite ist der Betrieb heute weitgehend eingestellt.